# Pàvlovskaia
Pàvlovskaia - Павловская (rus) - és una stanitsa del krai de Krasnodar, a Rússia. És a la vora del riu Sossika, afluent del Ieia, a 135 km al nord-est de Krasnodar.
Pertanyen a aquesta stanitsa els khútors de Novi, Vessiólaia Jizn, Púixkina i Xevtxenko i el poble de Krasnopartizànskoie.

## Història
La vila fou fundada el 1822 pels cosacs del Dnièper com l'assentament Pàvlovskoie, per l'apòstol Pau, que apareix al seu escut. El 1842 va rebre l'estatus de stanitsa i el seu nom actual. El 1875 s'hi va construir el ferrocarril del Caucas Nord Rostov del Don - Vladikavkaz, que passa per l'est de la ciutat, cosa que va contribuir al seu desenvolupament. El 1911 s'hi va construir el ferrocarril de Ieisk, que unia aquesta vila amb la costa del mar d'Azov amb Úmanskaia i Staromínskaia a través de l'stanitsa. La importància econòmica de la vila va créixer a finals del segle xix per la seva posició favorable, així que el 1897 ja tenia 8.050 habitants. Fins al 1920 pertanyia a l'otdel de Ieisk de la província de Kuban.
Durant la Segona Guerra Mundial fou ocupada per la Wehrmacht de l'Alemanya nazi l'estiu del 1942 i alliberada per l'Exèrcit Roig de la Unió Soviètica el febrer de 1943.

## Demografia
| 1897  | 1959   | 1970   | 1979   | 1989   | 2002   | 2010   |
| ----- | ------ | ------ | ------ | ------ | ------ | ------ |
| 8.050 | 16.625 | 23.627 | 25.846 | 28.744 | 30.736 | 31.337 |